# Nomingia
Nomingia (Nomingia gobiensis) – teropod z rodziny cenagnatów (Caenagnathidae).
Żył w epoce późnej kredy (ok. 83-66 mln lat temu) na terenach centralnej Azji. Długość ciała ok. 1,8 m, wysokość ok. 60 cm, masa ok. 2 kg. Jego szczątki znaleziono w Mongolii.
Budowa jego ogona wskazuje za życia nosił wachlarz piór.